# Суворовка (Магжана Жумабаєва район)
Суво́ровка (каз. Суворов) — село у складі району Магжана Жумабаєва Північноказахстанської області Казахстану. Входить до складу Аккайинського сільського округу.
Населення — 38 осіб (2021; 74 у 2009, 237 у 1999, 313 у 1989).
Національний склад станом на 1989 рік:
- росіяни — 58 %
- казахи — 26 %.